# Podbrezje
Podbrezje este o localitate din comuna Naklo, Slovenia, cu o populație de 739 de locuitori.